# David Perdue
David Alfred Perdue Jr. (Macon, 10 dicembre 1949) è un politico statunitense, ambasciatore degli Stati Uniti in Cina dal 2025 nella seconda amministrazione Trump ed in precedenza senatore per lo stato della Georgia dal 2015 al 2021. Membro del Partito Repubblicano, Perdue ha vinto le elezioni primarie repubblicane il 20 maggio 2014, sconfiggendo il membro della camera dei rappresentanti Jack Kingston, durante il ballottaggio il 22 luglio 2014. Perdue ha sconfitto la candidata del Partito Democratico Michelle Nunn il 4 novembre 2014 e si è insediato il 3 gennaio del 2015.
È stato al centro di polemiche e accuse per Insider Trading perdendo molto consenso nella sua base elettorale.
Il 5 gennaio 2021 ha perso ai ballottaggi contro Jon Ossoff.

## Biografia
Perdue è nato a Macon, in Georgia, da David Alfred Perdue Sr., e da Gervaise Wynn, entrambi insegnanti. Ha trascorso la sua gioventù a Warner Robins. Attualmente vive con sua moglie, Bonnie Dunn Perdue, a Sea Island. La coppia ha due figli, David A. Perdue III e Blake Perdue, e tre nipoti. Perdue è cugino dell'ex governatore della Georgia Sonny Perdue.
Perdue ha conseguito una laurea in ingegneria industriale, (nel 1972) ed ha conseguito un master in ricerca operativa (nel 1975), presso il Georgia Institute of Technology. Nel Georgia Institute of Technology, Perdue faceva parte della Confraternita Delta Sigma Phi.

## Carriera politica

### Corsa per il Senato
Perdue ha propagandato la sua esperienza imprenditoriale, soprattutto il suo operato presso la Dollar General. Egli stesso sostiene di aver costruito circa 2.200 nuovi punti vendita, generando così circa 20.000 posti di lavoro e raddoppiando il valore della società in un lasso molto breve di tempo. Ha ricevuto anche l'approvazione dalla Federazione nazionale degli imprenditori indipendenti.

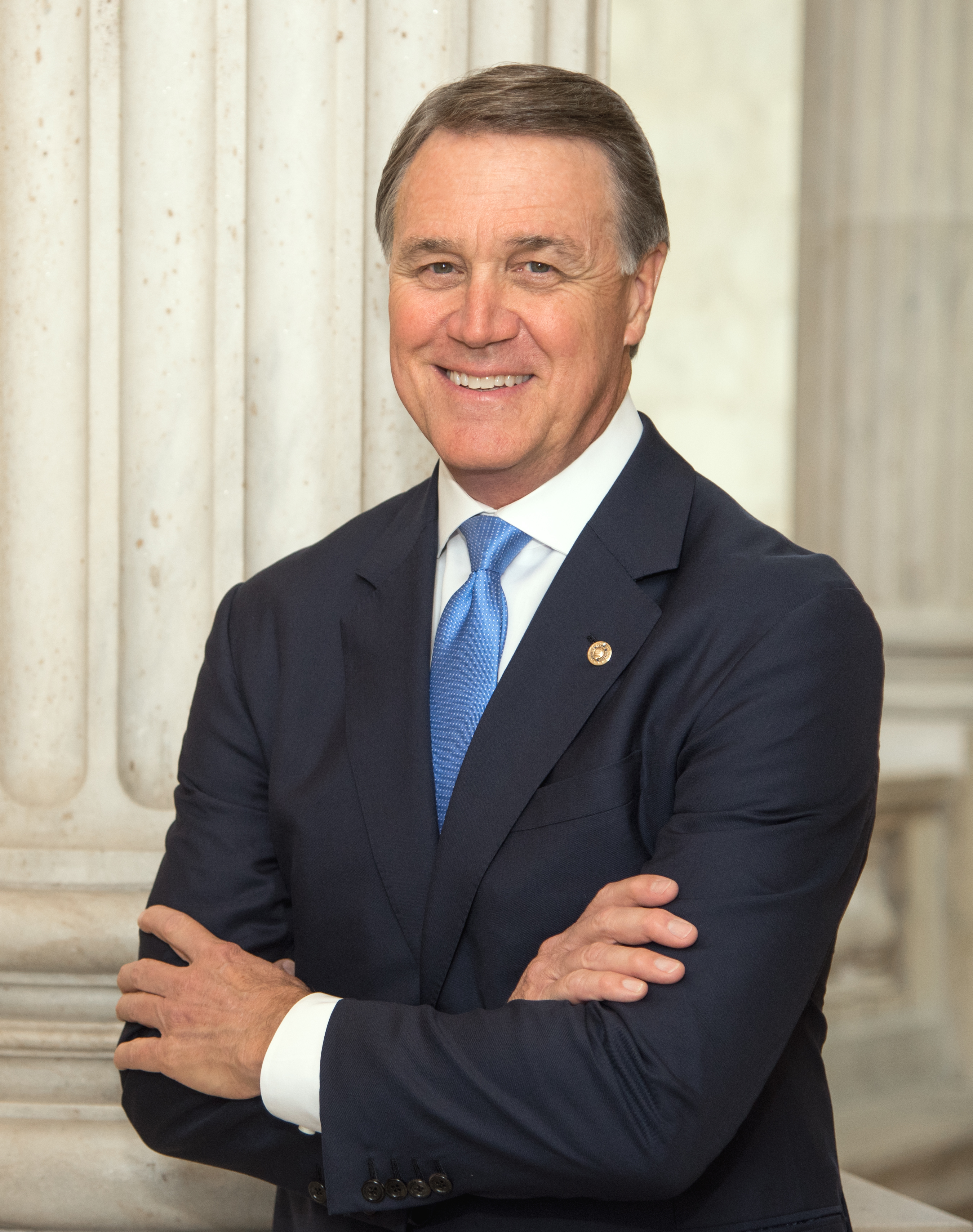
Ritratto ufficiale del senatore David Perdue nel 114° Congresso.

Perdue ha vinto le elezioni generali, sconfiggendo la democratica Michelle Nunn, di quasi 8 punti percentuali.

### Posizioni politiche
Perdue ha dichiarato che è entrato in politica per il crescente debito nazionale. Egli sostiene l'abrogazione del Patient Protection and Affordable Care Act. Egli sostiene anche il pareggio di bilancio e la riforma fiscale. Inoltre, ha detto di limitarsi a due mandati, pari a 12 anni, se ri-eletto.

### Elezioni del 2020
Alle elezioni del 2020 si ricandida per ottenere una riconferma. Alle elezioni generali del 3 novembre risulta in vantaggio sullo sfidante democratico Ossoff, però fermandosi al 49,7% delle preferenze e così dovendo andare al ballottaggio. Il ballottaggio tenutosi il 5 gennaio, a mandato già scaduto ha visto prevalere lo sfidante democratico di circa 50'000 voti, poco più dell'1% determinando la sconfitta di Perdue. Secondo alcuni politologi, la sua sconfitta è imputabile all'eccessivo supporto che durante il suo mandato da senatore ha dato all'amministrazione Trump.